# TRAPPC6A
TRAPPC6A (англ. Trafficking protein particle complex 6A) – білок, який кодується однойменним геном, розташованим у людей на довгому плечі 19-ї хромосоми. Довжина поліпептидного ланцюга білка становить 159 амінокислот, а молекулярна маса — 17 605.
| 10         |  | 20         |  | 30         |  | 40         |  | 50         |
| ---------- |  | ---------- |  | ---------- |  | ---------- |  | ---------- |
| MADTVLFEFL |  | HTEMVAELWA |  | HDPDPGPGGQ |  | KMSLSVLEGM |  | GFRVGQALGE |
| RLPRETLAFR |  | EELDVLKFLC |  | KDLWVAVFQK |  | QMDSLRTNHQ |  | GTYVLQDNSF |
| PLLLPMASGL |  | QYLEEAPKFL |  | AFTCGLLRGA |  | LYTLGIESVV |  | TASVAALPVC |
| KFQVVIPKS  |  |            |  |            |  |            |  |            |

A: Аланін

C: Цистеїн

D: Аспарагінова кислота

E: Глутамінова кислота

F: Фенілаланін

G: Гліцин

H: Гістидин

I: Ізолейцин

K: Лізин

L: Лейцин

M: Метіонін

N: Аспарагін

P: Пролін

Q: Глутамін

R: Аргінін

S: Серин

T: Треонін

V: Валін

W: Триптофан

Кодований геном білок за функцією належить до фосфопротеїнів. 
Задіяний у таких біологічних процесах, як транспорт, транспорт між ендоплазматичним ретикулумом і апаратом Гольджі, альтернативний сплайсинг. 
Локалізований у ендоплазматичному ретикулумі, апараті гольджі.